# Confédération de l'artisanat et des petites entreprises du bâtiment
La Confédération de l'artisanat et des petites entreprises du bâtiment, plus connue sous son acronyme Capeb, est un syndicat professionnel français réunissant de très nombreuses petites entreprises artisanales du bâtiment en France. Organisation professionnelle représentative des 380 000 entreprises artisanales du bâtiment, elle joue un rôle de défense des intérêts des petites entreprises.

## Histoire
En 1946, plusieurs syndicats du bâtiment fusionnent pour former la FNUMAB (Fédération Nationale Unifiée des Maîtres-Artisans du Bâtiment), En 1949, la FNUMAB devient la FNAB (Fédération Nationale des Artisans du Bâtiments et des branches annexes), puis en 1963, à la suite des réformes du code de l'artisanat de 1962, prend le nom de Capeb.

## Gouvernance

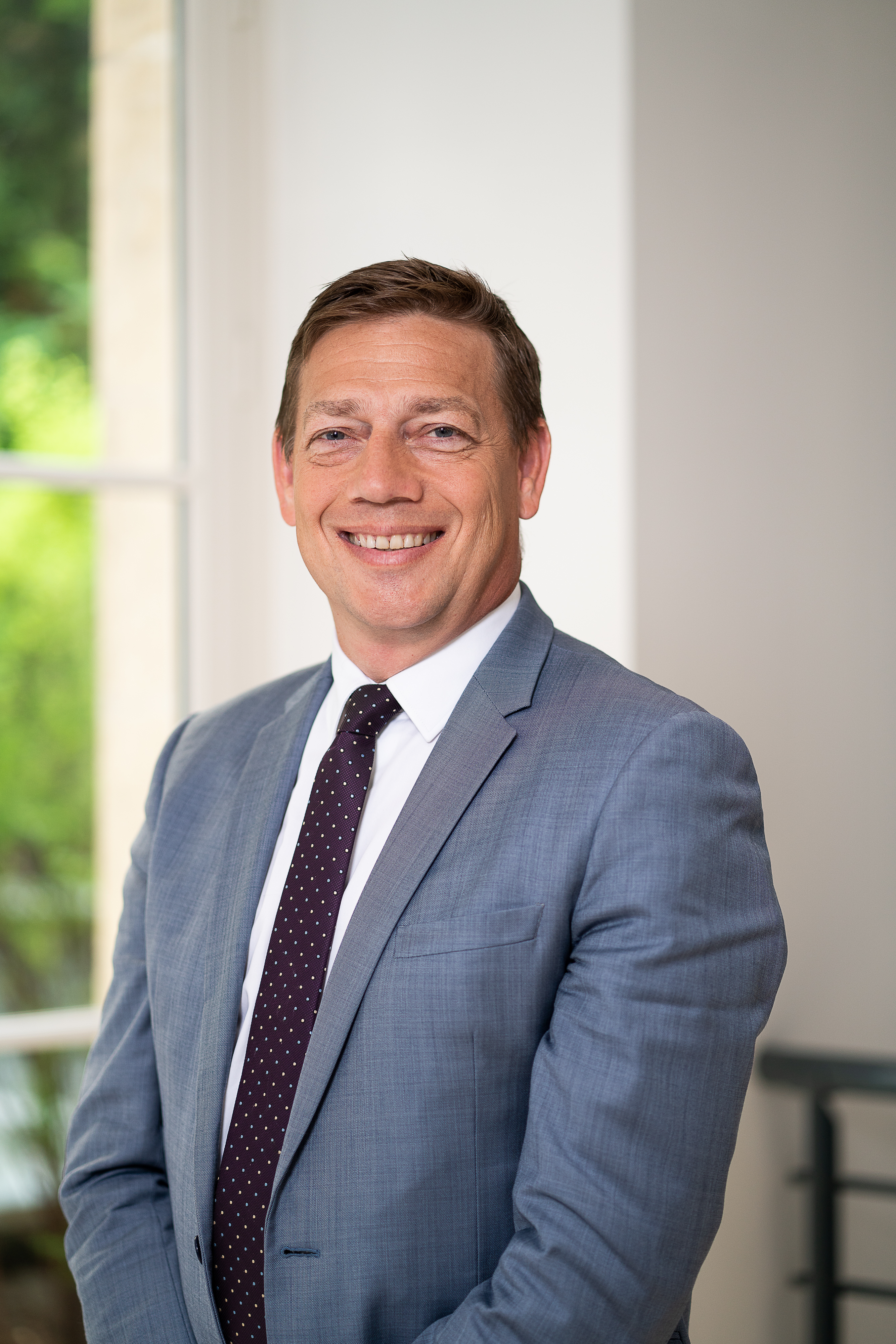
Jean-Christophe Repon, président depuis 2020.

Elle est dirigée par un conseil d'administration, composé de vingt-huit membres.
À sa tête, sept présidents se sont succédé, tous artisans :
- Marcel Lecœur, 1946-1979, serrurier
- Paul Martel, 1979-1982, plombier
- Paul Letertre, 1982-1993, maçon
- Robert Buguet, 1993-2001, charpentier
- Jean Lardin, 2001-2010, électricien
- Patrick Liébus, 2010-2020, couvreur-zingueur
- Jean-Christophe Repon, depuis 2020, électricien.

## Affiliation
La Capeb est une des quatre composantes de l'Union des entreprises de proximité (U2P), ayant succédé à l'Union professionnelle artisanale (UPA) en 2016.
La Capeb fait partie du conseil d'administration paritaire du groupe Pro BTP, avec la FFB, la FFIE, la FNSCOP et la FNTP pour les employeurs ; la CFDT, la CFTC, la CFE-CGC BTP, la FNSCBA-CGT, la FG FO pour les organisations de salariés.

## Publications
La Capeb publie des ouvrages, brochures et guides à compte d'éditeur, portant principalement sur les pratiques et recommandations professionnelles.
Le Bâtiment artisanal est le journal de la Capeb. Publié chaque mois, il comporte des dossiers techniques mais aussi des problématiques concernant l'entreprise artisanale du bâtiment.

## Activités de lobbying
La Capeb est inscrite depuis 2017 comme représentant d'intérêts auprès de la Haute Autorité pour la transparence de la vie publique. Elle déclare à ce titre en 2022 des dépenses de lobbying d'un montant compris entre 100 000 et 200 000 euros.
La Capeb obtient une simplification du dispositif MaPrimeRenov : ce lobbying est mis en cause par Mediapart, en 2024, dans le détricotage de la réforme de la rénovation énergétique.